# Listă de actori - J
|  | Listă de actori \| \| Listă de actori - J \| Liste alfabetice de actori și actrițe \| Listă de actrițe A - B - C - D - E - F - G - H - I - J - K - L - M - N - O - P - Q - R - S - T - U - V - W - X - Y - Z |

## Actori - J
| - Hugh Jackman (* 1969) - Gordon Jackson (1923-1990) - Joshua Jackson (* 1978) - Samuel L. Jackson (* 1948) - Richard Jaeckel (1926 - 1997) - Hannes Jaenicke (* 1960) - Sam Jaffe (1891 - 2000) - Mick Jagger (* 1943) - Sidney James (1913 - 1976) - Emil Jannings (1884 - 1950) | - David Janssen (1930 - 1980) - David Jason (* 1940) - Ricky Jay (* 1948) - Lionel Jeffries (1926 - 2010) - Gottfried John (* 1942) - Ben Johnson (1918 - 1996) - Don Johnson (* 1949) - Dean Jones (* 1931) | - Henry Jones (1912 - 1999) - Tommy Lee Jones (* 1946) - Patrick Joswig (* 1975) - Louis Jourdan (1919 - 2015) - Curd Jürgens (1915 - 1982) - Harald Juhnke (1929 - 2005) - Raúl Juliá (1940 - 1994) - James Robertson Justice (1905 - 1975) |

## Actrițe
|  | Listă de actrițe \| \| Listă de actori \| Liste alfabetice de actori și actrițe \| Listă de actrițe A - B - C - D - E - F - G - H - I - J - K - L - M - N - O - P - Q - R - S - T - U - V - W - X - Y - Z |